# Bernard Vallat
Bernard Vallat (né en 1947) est un ancien haut fonctionnaire français. Depuis septembre 2017, il préside la FICT (Fédération française des industriels charcutiers traiteurs), dont l'activité principale est le lobbying.
Vétérinaire de formation, il a été directeur général de l'OIE (Organisation mondiale de la santé animale) et directeur général adjoint de l'alimentation au sein du ministère de l'Agriculture (direction générale de l'alimentation).
En sa qualité de président de la Fédération française des industriels charcutiers traiteurs (FICT), Bernard Vallat occupe différents mandats professionnels: Vice-Président d’INAPORC, Vice-Président du CLITRAVI (Centre de liaison des industries transformatrices de viandes), Membre du comité exécutif et président de la Commission Aliments d’origine animale de l’Association nationale des industries alimentaires (ANIA), président du Forum Homme Animal et Société. 

## Parcours
Diplômé de l'École nationale vétérinaire de Toulouse, et spécialisé dans les pays tropicaux, et titulaire d'un DES en développement obtenu à l'université Paris-X Nanterre (1983), il entre dans la fonction publique en 1973 et travaille pendant près de vingt ans dans la coopération en Afrique centrale et dans l'océan Indien, notamment au Tchad (1973-79), au Zaïre (1980-82), en République centre-africaine (1984-87) et à l'île Maurice (1988-90). Il devient chef de bureau chargé du développement rural au ministère de la Coopération à Paris (1991-1994). En 1994, il intègre la direction générale de l'alimentation (DGA) au sein du ministère de l'Agriculture et dirige la Mission de coordination sanitaire internationale. L'année suivante, il est promu chef des Services vétérinaires officiels français avec le titre de directeur général adjoint de l'alimentation. Il est nommé inspecteur général de santé publique vétérinaire de classe exceptionnelle. Il fait notamment face à l'épidémie de grippe porcine en 2009. De 1997 à 2000, il a présidé la Commission du Code sanitaire pour les animaux terrestres à l'OIE, alors que de nombreux textes normatifs étaient élaborés en application de l'accord SPS de l'Organisation mondiale du commerce (OMC). De  2009 à 2015, il a présidé le Conseil national de l'alimentation (CNA).  

## Médailles
Bernard Vallat est commandeur de la Légion d'honneur et chevalier national de l'Ordre du mérite. Il est membre de l'Académie des sciences d'outre-mer.

## Sources
- CV sur le site de l'OIE
- Biographie sur le site de l'Académie des sciences d'outre-mer
- Biographie sur le site Actu-Environnement, 24 novembre 2009